# Slaget vid Karkemish
Slaget vid Karkemish, 605 f.Kr. Var ett slag mellan Egypten och resterna av den assyriska armén på ena sidan och det neobabyloniska imperiet (möjligen med stöd av Medien, Persien och skytiska legoknektar). Slaget nämns både i historiska källor och i Bibeln. 

## Bakgrund
När babylonierna och medierna erövrade den assyriska huvudstaden Nineve 612 f.Kr. tvingades assyrierna dra sig tillbaka till Harran som de utsåg till sin nya huvudstad. Harran erövrades 609 f.Kr. och i och med det anses det assyriska imperiet ha fallit. Delar av den assyriska armén var dock fortfarande aktiv och de begav sig till det egyptiska Karkemish där de inväntade farao Necho II's armé då Egypten var Assyriens allierade. Necho hade redan tidigare under 609 f.Kr. börjat marschera mot de assyriska områdena för att hjälpa dem mot babylonierna men han hade blivit uppehållen vid Megiddo där han tvingats strida mot kung Josia av Juda som vägrade låta den egyptiska armén tåga genom hans land. Juda besegrades i slaget och kung Josia stupade men förseningen gjorde att den egyptiska armén aldrig hann fram till Harran innan staden föll. 
Efter att egyptierna och assyrierna sammanstrålat vid Karkemish gav de sig av mot Harran för att återerövra staden men försöket misslyckades och de tvingades återvända till Karkemish. 

## Slaget
605 f.Kr. började den babyloniska armén slutligen att marschera mot Karkemish efter att tillsammans med Medien ha säkrat sina erövringar i Assyrien. Deras mål var nu att besegra egypterna och avsluta kriget. Armén leddes av kung  Nebukadnessar II av Babylon och det är möjligt att även Mediens kung Kyaxares deltog i slaget även om detta inte omnämns i historiska källor. 
Vad som hände under slaget är okänt men slaget verkar ha stått utanför Karkemish murar och slutresultatet var att Babylonierna segrade över Egypten och deras assyriska allierade. Det assyriska imperiet anses i och med detta slag helt utrotat och den egyptiska armén drog sig tillbaka mot Egypten. Deras position som maktfaktor i mellanöstern borta för alltid. Babylonien anses å andra sidan ha gått in i sin guldålder efter slaget.

## Historiska skrifter
Endast en samtida historik skrift nämner slaget vid Karkemish och det är Nebukadnessar-krönikan. I den står:
"(Nebukadnessar) korsade floden för att möta egypterna som väntade vid Karkemish. De stred och den egyptiska armén drog sig tillbaka framför honom. Han besegrade dem, totalt, och de egypter som flytt slaget så tidigt att inga vapen ännu nått dem, de samlades i distriktet Hamath, de babyloniska soldaterna överrumplade och besegrade dem så att inte en enda man återvände till sitt hemland. Under den tiden, erövrade Nebuchadnezzar hela Hamath."

## Oklarheter
Flera historiker anser idag att slaget vid Karkemish till större delen utkämpades mellan den assyriska och den babyloniska armén och att egypterna egentligen bara utgjorde en stödarmé till assyrierna. Den romerska historikern  Flavius Josephus skriver dock att Necho II själv deltog i slaget men att han gav sig in i striden först efter att den assyriska armén kollapsat. Detta i hopp om att sedan snabbt kunna utnyttja det politiska tomrum som assyriens slutliga fall skulle komma att skapa.
Nebukadnessar krönika nämner aldrig att Necho II deltog i slaget eller ens ledde den egyptiska armén under slaget. Vissa historiker menar därmed att Necho inte längre var kvar i Syrien när slaget inträffade (det hade gått 4 år mellan Nechos misslyckade anfall mot Harran och slaget vid Karkemish). Något som finner ytterligare stöd i att Necho verkar ha krossat ett antal uppror i Nildeltat under samma år. 